# Лорънс Райт
Лорънс Райт (на английски: Lawrence Wright) е американски журналист, сценарист, драматург и писател на произведения в жанра трилър и документалистика.

## Биография и творчество
Лорънс Райт е роден на 2 август 1947 г. в Оклахома Сити, Оклахома, САЩ. Отраства в Тексас, където баща му работи в банка в Абилин. Завършва гимназията „Удроу Уилсън“ в Далас. Следва английска филология в университета Тулейн, Ню Орлиънс.
След дипломирането си две години преподава английски език в Американския университет в Кайро, откъдето през 1969 г. получава магистърска степен по приложна лингвистика. След завръщането си в САЩ през 1971 г. работи като репортер на „Race Relations“ в Нешвил, Тенеси. Две години след това отива да работи за „Southern Voices“, издание на Южния регионален съвет в Атланта. Също така започва работа на свободна практика за различни национални списания. След завръщането си в Тексас през 1980 г. започва работа за списание„Texas Monthly” и пише също за списание „Ролинг Стоун“. В края на 1992 г. се премества на работа в списание „Ню Йоркър“.
Първата му документална книга „City Children, Country Summer“ (Градски деца, селско лято) е издадена през 1979 г.
Става известен с книгата си „The Looming Tower: Al-Qaeda and the Road to 9/11“ (Надвисналата кула : Ал Кайда и пътят към 11 септември) от 2006 г. Книгата представлява детайлен анализ на организацията Ал Кайда и атаките на 11 септември. Заглавието на книгата е фраза от Корана 4:78 : „Където и да сте, смъртта ще ви намери, дори и в надвисналата кула“, която Осама бин Ладен цитира три пъти във видеозапис на реч, насочена към похитителите от 11 септември. Книгата става бестселър в списъка на „Ню Йорк Таймс“ и получава множество литературни награди, включително престижната награда „Пулицър“ за документална литература. През 2018 г. книгата е екранизирана в едноименния телевизионен минисериал.
През 2013 г. е публикувана книгата му „Going Clear: Scientology, Hollywood, and the Prison of Belief“ (Става ясно: Сциентология, Холивуд и затворът на вярата). Тя съдържа интервюта от около 200 настоящи и бивши сциентолози и разглежда историята и лидерството на организацията. Книгата предизвиква скандал и множество заплахи за съдебни действия от адвокати, представляващи църквата, и известни личности, които принадлежат към нея. Църквата публикува официално изявление с опроверженията на твърденията на в нея. Книгата е номинирана за Националната награда за книга за публицистична литература, а едноименния документален телевизионен филм по нея от 2015 г. получава наградата „Еми“ за оригинален документален филм.
През 2020 г. е издаден трилърът му „Краят на октомври“. Главен герой в него е доктор Хенри Парсънс, който се състезава с времето, за да открие произхода на нов мистериозен вирус убиец, който предизвиква световна пандемия. Историята му е един от малкото сравнително успешни опити да се предскаже в реалистичен план свят, обзет от повтарящи се антропогенни язви и некомпетентни режими. Романът е последван през 2021 г. от документалната му книга „The Plague Year: America in the Time of Covid“ (Годината на чумата: Америка по времето на Ковид).
През 2021 г. Райт е избран за член на Американска академия на изкуствата и науките. Сътрудник е на Центъра за право и сигурност към Юридическия факултет на Нюйоркския университет. Член е на Съвета по външни отношения и Обществото на американските историци.
Освен като писател се изявява и като драматург и сценарист. Съавтор на сценария за филма „Блокада“ (1998), който разказва историята на терористична атака в Ню Йорк, която довежда до ограничаване на гражданските свободи и арести на американци от арабски произход.
Свири на клавир в блус бандата от Остин „ХуДу“.
Лорънс Райт живее със семейството си в Остин, Тексас.

## Произведения

### Самостоятелни романи
- God's Favorite (2000)
- Metal Sharpens Metal (2014)
- The End of October (2020)
Краят на октомври, изд.: ИК „Ентусиаст“, София (2020), прев. Христо Димитров

### Документалистика
- City Children, Country Summer: A Story of Ghetto Children Among the Amish (1979)
- In the New World: Growing Up with America from the Sixties to the Eighties (1987)
- Saints and Sinners: Walker Railey, Jimmy Swaggart, Madalyn Murray O'Hair, Anton LaVey, Will Campbell, Matthew Fox (1993)
- Remembering Satan: A Tragic Case of Recovered Memory (1994)
- Twins: And What They Tell Us About Who We Are (1997)
- The Looming Tower: Al-Qaeda and the Road to 9/11 (2006) – награда на „Лос Анджелис Таймс“, награда „Пулицър“, награда за разследваща журналистика, награда „Хелън Бернщайн“ за постижения в журналистиката, награда „Джей Антъни Лукас“, награда „Лионел Гелбер“, награда на ПЕН центъра на САЩ
- Going Clear: Scientology, Hollywood, and the Prison of Belief (2013)
- Thirteen Days in September: Carter, Begin, and Sadat at Camp David (2014)
- The Terror Years: From al-Qaeda to the Islamic State (2016)
- God Save Texas: A Journey Into the Soul of the Lone Star State (2018)
- The Plague Year: America in the Time of Covid (2021)

### Пиеси
- My Trip to Al-Qaeda (2006) – моноспектакъл
- The Human Scale (2010) – моноспектакъл
- Fallaci (2013) – за Ориана Фалачи
- Camp David (2014) – за срещата на Картър-Бегин-Садат през 1978 г. в Кемп Дейвид
- Клео (2015)

### Екранизации
- 1996 Forgotten Sins – тв филм
- 1998 Блокада, The Siege – сценарий
- 2000 Noriega: God's Favorite – тв филм
- 2010 My Trip to Al-Qaeda – документален
- 2015 Going Clear: Scientology & the Prison of Belief – документален
- 2016 The New Yorker Presents – тв сериал, 1 епизод
- 2018 The Looming Tower – тв минисериал, 10 епизода по книгата „The Looming Tower“